# 닝더시
닝더(한국어: 영덕, 중국어: 宁德, 병음: Níngdé)는 푸젠성 동북쪽 해안에 위치한 지급시로, 푸젠성의 성도인 푸저우시 북동쪽에 있다. 민둥(한국어: 민동, 중국어: 闽东, 병음: Mǐndōng)이라고 부르기도 한다. 서쪽으로 난핑시, 북쪽으로 저장성 원저우시와 접한다.

## 역사
닝더의 역사는 해인문도문화(海印紋陶文化系統)로 거슬러 올라간다. 구석기시대 후반부터 이미 사람들이 살기 시작했다. 282년에 진나라 조정은 이곳을 통치하는 행정관직을 설치했다. 원나라 때의 초기 23년간 복녕주(福寧州)가 설치되어 이곳을 관할했다. 1735년에 청나라의 옹정제의 통치 기간에 복녕부(福寧府)로 승격되었다.
1934년에 중화민국 통치 하에 제2행정독찰구가 설치되었다. 1949년 이후에 중화인민공화국은 푸안 전구(福安专区)를 설치했다. 1971년 7월에 닝더 지구(宁德地区)로 승격되었고 1999년 11월 14일에 현재의 닝더 시로 승격되었다.

## 지리
북회귀선에서 약 300km 떨어져 있다. 푸젠성의 다른 지역처럼 산지이지만 대만 해협과 동중국해와 면한 200km의 해안선이 있다.
온난 습윤 기후에 속하며 이따금 태풍의 위협을 받는다. 연평균 기온은 20°C이고 1월 평균 기온은 10.6°C, 7월 평균 기온은 29.4°C이다. 연평균 강수량은 1358~2070mm이다. 무상기일은 235~300일 정도로 농업에 유리하다.
| 닝더시의 기후                                                 | 닝더시의 기후 | 닝더시의 기후 | 닝더시의 기후 | 닝더시의 기후 | 닝더시의 기후 | 닝더시의 기후 | 닝더시의 기후 | 닝더시의 기후 | 닝더시의 기후 | 닝더시의 기후 | 닝더시의 기후 | 닝더시의 기후 | 닝더시의 기후   |
| 월                                                            | 1월           | 2월           | 3월           | 4월           | 5월           | 6월           | 7월           | 8월           | 9월           | 10월          | 11월          | 12월          | 연간            |
| ------------------------------------------------------------- | ------------- | ------------- | ------------- | ------------- | ------------- | ------------- | ------------- | ------------- | ------------- | ------------- | ------------- | ------------- | --------------- |
| 역대 최고 기온 °C (°F)                                        | 25.4 (77.7)   | 28.7 (83.7)   | 30.9 (87.6)   | 33.9 (93.0)   | 36.1 (97.0)   | 38.2 (100.8)  | 40.2 (104.4)  | 37.8 (100.0)  | 37.5 (99.5)   | 32.7 (90.9)   | 32.4 (90.3)   | 26.2 (79.2)   | 40.2 (104.4)    |
| 일평균 최고 기온 °C (°F)                                      | 14.0 (57.2)   | 14.8 (58.6)   | 17.5 (63.5)   | 22.3 (72.1)   | 26.4 (79.5)   | 30.1 (86.2)   | 33.5 (92.3)   | 32.8 (91.0)   | 30.1 (86.2)   | 26.0 (78.8)   | 21.4 (70.5)   | 16.5 (61.7)   | 23.8 (74.8)     |
| 일일 평균 기온 °C (°F)                                        | 10.6 (51.1)   | 11.2 (52.2)   | 13.6 (56.5)   | 18.2 (64.8)   | 22.6 (72.7)   | 26.4 (79.5)   | 29.4 (84.9)   | 28.9 (84.0)   | 26.5 (79.7)   | 22.3 (72.1)   | 17.9 (64.2)   | 12.8 (55.0)   | 20.0 (68.1)     |
| 일평균 최저 기온 °C (°F)                                      | 8.3 (46.9)    | 8.8 (47.8)    | 11.0 (51.8)   | 15.2 (59.4)   | 19.7 (67.5)   | 23.6 (74.5)   | 26.3 (79.3)   | 25.9 (78.6)   | 23.6 (74.5)   | 19.3 (66.7)   | 15.2 (59.4)   | 10.2 (50.4)   | 17.3 (63.1)     |
| 역대 최저 기온 °C (°F)                                        | −0.3 (31.5)   | 1.4 (34.5)    | 2.2 (36.0)    | 7.3 (45.1)    | 13.4 (56.1)   | 16.4 (61.5)   | 21.2 (70.2)   | 21.5 (70.7)   | 15.6 (60.1)   | 10.7 (51.3)   | 5.5 (41.9)    | −1.4 (29.5)   | −1.4 (29.5)     |
| 평균 강수량 mm (인치)                                         | 81.9 (3.22)   | 101.6 (4.00)  | 166.4 (6.55)  | 147.2 (5.80)  | 217.2 (8.55)  | 297.6 (11.72) | 207.5 (8.17)  | 323.0 (12.72) | 213.0 (8.39)  | 85.5 (3.37)   | 89.4 (3.52)   | 74.4 (2.93)   | 2,004.7 (78.94) |
| 평균 강수일수 (≥ 0.1 mm)                                      | 13.5          | 15.1          | 18.5          | 16.3          | 18.0          | 17.6          | 13.1          | 16.2          | 14.6          | 9.0           | 11.3          | 11.5          | 174.7           |
| 평균 강설일수                                                 | 0.1           | 0.3           | 0             | 0             | 0             | 0             | 0             | 0             | 0             | 0             | 0             | 0.1           | 0.5             |
| 평균 상대 습도 (%)                                            | 77            | 79            | 79            | 78            | 79            | 81            | 76            | 76            | 75            | 71            | 74            | 74            | 77              |
| 평균 월간 일조시간                                            | 92.2          | 83.5          | 95.4          | 114.8         | 121.6         | 128.6         | 209.1         | 180.6         | 151.4         | 152.8         | 107.4         | 105.9         | 1,543.3         |
| 가능 일조율                                                   | 28            | 26            | 25            | 30            | 29            | 31            | 50            | 45            | 41            | 43            | 33            | 33            | 35              |
| 출처: 중국기상국 (평년값: 1991년~2020년, 극값: 1981년~2010년) |               |               |               |               |               |               |               |               |               |               |               |               |                 |

## 경제

### 농업
닝더의 온난 습윤한 기후와 비옥한 토양은 농사에 유리한 환경을 제공한다. 닝더의 가장 많은 농업 수출품은 버섯과 차이다. 또한 왕귤, 약밤, 자두, 꿀 복숭아, 리치, 용안과 같은 다양한 과일이 많이 생산된다.
차 재배는 오랫동안 닝더의 중요한 산업이었다. 1999년 통계에 따르면 닝더의 총 차 재배지의 면적은 463 km2에 달하고 녹차 생산량은 중국 전체 생산량의 10.5%를 차지한다. 차 산업과 직간접적으로 관련된 일자리가 120만개가 넘는다.
산과 유리한 기후는 임업 발전에 유리한 조건이다. 1999년까지 시 전체 면적의 65.2%인 8,482 km2가 숲으로 덮여있다. 대나무 숲의 면적은 600 km2이고 매년 600만 톤의 죽세공품을 생산한다. 푸안에서만 대나무 숲은 34 km2에 걸쳐있고 푸젠성 전체의 죽순 생산량의 60% 이상을 차지한다.
닝더는 양식업에 유리한 얕은 바다가 광대하게 펼쳐져있다. 2000년에 수산물은 닝더의 총 농업 생산량의 41.3%를 차지했고 수출액은 8217만 달러였고 지역 어민의 연 이윤은 3500위안을 초과하였다.
지역 정부는 양식업을 빈곤을 제거하고 지역 경제를 개선시키는 출발점으로 사용하려고 하고 있다. 2000년까지 양식업은 직간접적으로 관련된 37만개의 일자리를 창출하였고 총 투자액은 450만 위안이었으며 총 생산량의 가치는 200만 위안에 달했다.

### 공업
닝더시는 화강암, 섬록암, 현무암 같은 비금속 자원의 생산지이다. 화강암의 확인된 매장량은 11억 4천만 입방미터이나 발견되지 않은 매장량이 몇 십억 입방 킬로미터있을 것으로 추정된다. 푸딩의 현무암 광산 지역은 0.21평방킬로미터의 면적에 총 매장량은 5,000만 입방미터이다.
닝더에는 풍부한 수력 자원이 있고 이것은 야금 산업에 유리한 조건이다. 마그네슘, 지르코늄 산화물, 알루미늄, 높은 순도의 규소 산화물 제품과 그 밖의 다른 실리콘 제품이 생산되고 높은 명성을 얻고 있어 수출국인 일본에서는 검사를 면제받는다. 선도적인 야금 기술은 또한 조선 산업의 발전을 돕는다. 최근 지역의 조선소는 1만톤의 기선을 만들 수 있는 능력을 갖추게 되었다.
많은 농업 생산은 식품 가공 산업이 자라나게 하고 있다. 최근에 새로운 기술과 방식의 채택은 차, 과일, 야채, 버섯, 해산물 등을 국제적인 시장에 수출이 가능하게 만들었다.
전기자동차용 충전지 제조업체인 CATL(닝더스다이)의 본사가 닝더시에 있다.

## 주민
서족의 주요 거주지역으로 전체 인구의 24.72%를 차지한다.
인구의 대다수는 민둥어를 사용한다.

## 행정 구역

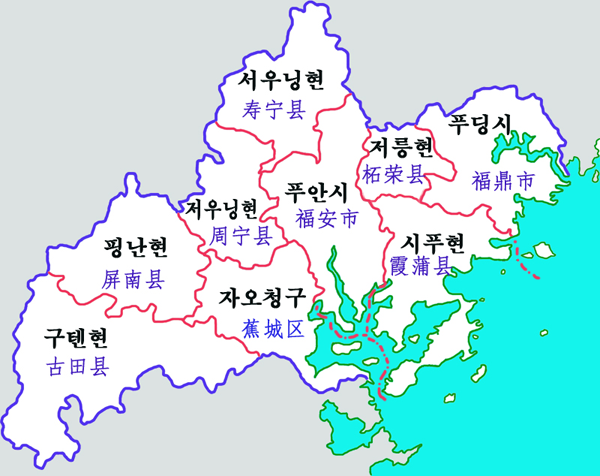
닝더시 현급구역

1개의 시할구, 2개의 현급시, 6개의 현을 관할한다.
시할구
- 자오청구(蕉城区)

현급시
- 푸안시(福安市)
- 푸딩시(福鼎市)

현
- 구톈현(古田县)
- 핑난현(屏南县)
- 서우닝현(寿宁县)
- 저룽현(柘荣县)
- 저우닝현(周宁县)
- 샤푸현(霞蒲县)

## 교통

### 철도
- 닝더역 (중국철로고속 이용가능)

## 같이 보기
- CATL